# Campeonato Europeo de Ciclismo en Pista de 2012

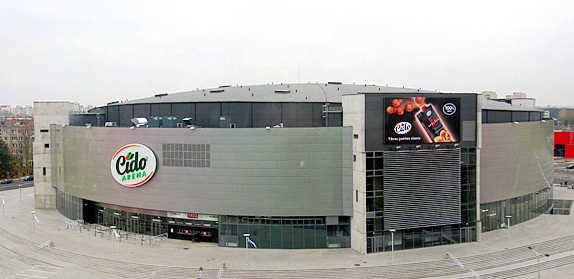
Velódromo Cido Arena, sede del campeonato

El III Campeonato Europeo de Ciclismo en Pista se celebró en Panevėžys (Lituania) entre el 19 y el 21 de octubre de 2012 bajo la organización de la Unión Europea de Ciclismo (UEC) y la Federación Lituana de Ciclismo.
Las competiciones se realizaron en el velódromo Cido Arena de la ciudad lituana. Fueron disputadas 13 pruebas, 7 masculinas y 6 femeninas.

## Medallistas

### Masculino
| Evento                          | Oro                                                                               | Plata                                                                                    | Bronce                                                                                                |
| ------------------------------- | --------------------------------------------------------------------------------- | ---------------------------------------------------------------------------------------- | --- |
| Velocidad individual (20.10)    | Denis Dmitriyev · Rusia                                                           | Max Niederlag · Alemania                                                                 | Jristos Volikakis · Grecia                                                                            |
| Velocidad por equipos (19.10)   | Alemania · Tobias Wächter · Joachim Eilers · Max Niederlag · 44,381               | Polonia · Kamil Kuczyński · Maciej Bielecki · Damian Zieliński · Krzysztof Maksel 44,892 | Reino Unido Matthew Crampton Callum Skinner Lewis Oliva 45,081                                        |
| Persecución por equipos (19.10) | Rusia · Artur Yershov · Alexei Markov · Alexandr Serov · Valeri Kaikov · 4:00,578 | Alemania · Lucas Liß · Henning Bommel · Theo Reinhardt · Maximilian Beyer · ALC          | Italia · Elia Viviani · Paolo Simion · Liam Bertazzo · Ignazio Moser · Michele Scartezzini · 4:06,380 |
| Carrera por puntos (19.10)      | Elia Viviani · Italia · 44 pts.                                                   | Kiril Sveshnikov · Rusia · 26 pts.                                                       | Serhi Lahkuti · Ucrania · 25 pts.                                                                     |
| Keirin (21.10)                  | Tobias Wächter · Alemania                                                         | Joachim Eilers · Alemania                                                                | Denis Dmitriyev · Rusia                                                                               |
| Madison (21.10)                 | Martin Bláha · Jiří Hochmann · República Checa · 13 (0) pts.                      | Artur Yershov · Valeri Kaikov · Rusia · 1 (0) pts.                                       | Angelo Ciccone · Elia Viviani · Italia · 20 (-1) pts.                                                 |
| Ómnium (21.10)                  | Lucas Liß · Alemania · 17 pts.                                                    | Artur Yershov · Rusia · 20 pts.                                                          | Gediminas Bagdonas · Lituania · 34 pts.                                                               |

### Femenino
| Evento                          | Oro                                                                            | Plata                                                                                          | Bronce                                                                  |
| ------------------------------- | ------------------------------------------------------------------------------ | ---------------------------------------------------------------------------------------------- | ----------------------------------------------------------------------- |
| Velocidad individual (20.10)    | Olga Panarina · Bielorrusia                                                    | Anastasiya Voinova · Rusia                                                                     | Simona Krupeckaitė · Lituania                                           |
| Velocidad por equipos (19.10)   | Lituania · Simona Krupeckaitė · Gintarė Gaivenytė · 33,846                     | Rusia · Anastasiya Voinova · Daria Shmeliova · 33,882                                          | Francia Sandie Clair Olivia Montauban 34,975                            |
| Persecución por equipos (19.10) | Lituania · Aušrinė Trebaitė · Vilija Sereikaitė · Vaida Pikauskaitė · 3:25,237 | Polonia · Katarzyna Pawłowska · Eugenia Bujak · Edyta Jasińska · Małgorzata Wojtyra · 3:27:086 | Bielorrusia · Tatsiana Sharakova · Alena Dylko · Axana Papko · 3:24,801 |
| Carrera por puntos (19.10)      | Stephanie Pohl · Alemania · 33 pts.                                            | Yevgueniya Romaniuta · Rusia · 25 pts.                                                         | Elke Gebhardt · Alemania · 20 pts.                                      |
| Keirin (21.10)                  | Simona Krupeckaitė · Lituania                                                  | Yekaterina Gnidenko · Rusia                                                                    | Yelena Brezhniva · Rusia                                                |
| Ómnium (21.10)                  | —                                                                              | Aušrinė Trebaitė · Lituania · 22 pts.                                                          | Katarzyna Pawłowska · Polonia · 22 pts.                                 |

## Medallero
| Núm. | País            | Oro | Plata | Bronce | Total |
| ---- | --------------- | --- | ----- | ------ | ----- |
| 1    | Alemania        | 4   | 3     | 1      | 8     |
| 2    | Lituania        | 3   | 1     | 2      | 6     |
| 3    | Rusia           | 2   | 7     | 2      | 11    |
| 4    | Italia          | 1   | 0     | 2      | 3     |
| 5    | Bielorrusia     | 1   | 0     | 1      | 2     |
| 6    | República Checa | 1   | 0     | 0      | 1     |
| 7    | Polonia         | 0   | 2     | 1      | 3     |
| 8    | Francia         | 0   | 0     | 1      | 1     |
| 8    | Grecia          | 0   | 0     | 1      | 1     |
| 8    | Reino Unido     | 0   | 0     | 1      | 1     |
| 8    | Ucrania         | 0   | 0     | 1      | 1     |
|      | TOTAL           | 12  | 13    | 13     | 38    |